# Fosfolipasa C dependiente de zinc

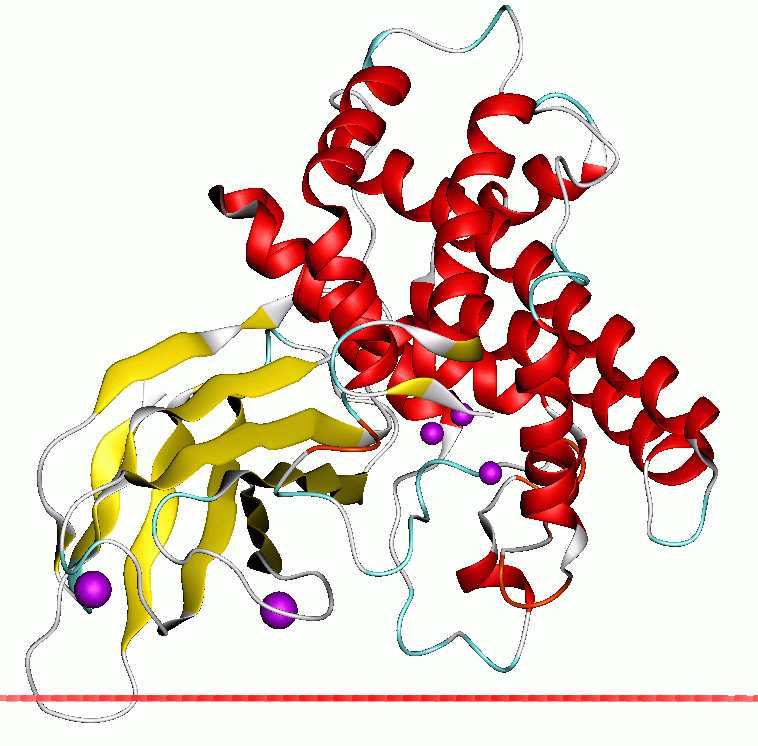
La toxina alfa de los Clostridium.

Las llamadas fosfolipasa C dependientes de zinc o lecitinasa C, son una familia de fosfolipasas C bacterianas, algunas de las cuales se conocen como las toxinas alfa.

## Función
La bacteria Bacillus cereus contiene una fosfolipasas C monomérica (EC 3.1.4.3) de 245 residuos de aminoácidos. Esta enzima tiene preferencia actuar sobre la fosfatidilcolina, pero tiene también cierta actividad catalítica con la esfingomielina y el fosfatidilinositol.

## Estructura
Los estudios de secuencia de la molécula demuestran que es una proteína muy similar a la toxina alfa del Clostridium perfringens y Clostridium bifermentans, que es una fosfolipasa C asociada a hemólisis y ruptura celular, y a la lecitinasa de la Listeria monocytogenes, que participa en la transmisión de una célula hospedadora a la otra rompiendo las vacuolas que rodean al microorganismo durante la transferencia.
Estas enzimas catalizan la conversión de fosfatidilcolina y agua al producto final 1,2-diacilglicerol y fosfato de colina:

## Cofactor
Cada una de estas proteínas son enzimas que dependen del zinc, específicamente de la unión de 3 iones de zinc por cada enzima, para la función de la misma. En el Bacillus cereus, la fosfolipasa C tiene nueve sitios de unión asociados a la unión del zinc: 5 His, 2 Asp, 1 Glu y 1 para el Trp. 